# Trent Reznor
Michael Trent Reznor (* 17. května 1965 Mercer, Pensylvánie) je americký hudebník, hudební producent a filmový skladatel. Jako zpěvák a multiinstrumentalista je nejvíce známý jako zakladatel a hlavní skladatel Nine Inch Nails, kterou založil v roce 1988. Jeho první deska Pretty Hate Machine byla vydána v roce 1989, byla komerčně a kriticky úspěšná. Od té doby vydal osm studiových alb.
Reznor v osmdesátých letech hrál se skupinami jako Option 30, The Urge, The Innocent či Exotic Birds. Mimo Nine Inch Nails se produkuje také alba pro skupinu Marilyn Manson či Saula Williamse. Reznor a jeho manželka Mariqueen Maandig jsou členy post-industriální skupiny How to Destroy Angels, ještě s Atticus Rossem a dlouhodobým členem Nine Inch Nails Robem Sheridanem.
Reznor a Ross složili mnoho soundtracků pro filmy Davida Finchera. The Social Network (2010), Muži, kteří nenávidí ženy (2011) a Zmizelá (2014). Vyhráli ocenění Akademie pro nejlepší filmový soundtrack za The Social Network a Grammy za Muži, kteří nenávidí ženy.

## Mládí
Reznor se narodil v New Castelu v Pensylvánii rodičům Nany Lou a Michaeli Reznorovi. Má německý a irský původ. Poté, co se jeho rodiče rozvedli žil se svými prarodiči v Merceru v Pensylvánii, zatímco jeho sestra Tera žila s jeho matkou.
Reznor začal hrát na klavír v pěti letech a již vykazoval známky nadání pro hudbu. Na střední škole se učil hrát na Saxofon a Tubu a stal se členem jazzové a pochodové skupiny. Reznor též hrál v divadle a byl zvolen nejlepším Ježíšem v Jesus Christ Superstar. Poté nastoupil na Allegheny College, kde vystudoval počítačovou techniku.

## Hudební kariéra

### První hudební projekty
Když byl studentem střední školy, Reznor se přidal ke skupině Option 30, a hrál s nimi tři koncerty týdně. Rok po vysoké je Reznor opustil a přestěhoval se do Ohia v Clevelandu začít hudební kariéru. Jeho první skupina byla Urge, cover skupina. Roku 1985 se přidal do The Innocent jako klávesista, vydali album - Livin' in the Street, ale Reznor skupinu opustil po třech měsících. 1986 se přidal do skupiny Exotic Birds a objevil se s nimi ve filmu Light of Day jako fiktivní skupina nazvaná The Problems. V této době též dělal klávesistu skupině Slam Bamboo.
Reznor získal práci v Cleveland's Right Track Studio jako technik a vrátný. Reznor zde nahrával svá dema. Při nahrávání prvních nahrávek Nine Inch Nails nebyl Reznor schopen sehnat skupinu, která by dokázala písně zahrát jak by chtěl. Inspiroval se tedy Princem a nahrál všechny nástroje kromě bubnů sám. Takto postupoval na všech ostatních albech, i přes to, že si pozval jiné hudebníky a asistenty. Mnoho studií přívětivě odpovědělo na demo a Reznor se podepsal po TVT Records. Devět písní z dema, které bylo neoficiálně vydáno v 88 jako Purest Feeling, bylo předěláno a znovuvydáno na Pretty Hate Machine - Reznorova první nahrávka pod Nine Inch Nails.

### Nine Inch Nails
Hlavní článek: Nine Inch Nails
Většina Reznorovy práce je vydána jako Nine Inch Nails. Pretty Hate Machine bylo vydáno 1989 a bylo celkově úspěšné. Aby předešel zasahování studia do alba začal nahrávat další album pod různými pseudonymy. Výsledek bylo EP nazvané Broken (1992). Nine Inch Nails vystoupili na Lollapalooze a vyhráli 2 Grammy za nejlepší metalové písně - Wish a Happiness In Slavery.
Další album The Downward Spiral skončilo na Billboard 200 1994 na druhém místě. K nahrávání se Reznor přesunul do 10050 Cielo Drive mansion - na místo, kde vraždila Mansonova rodina. Postavil zde studio a pojmenoval ho na Le Pig - po slovu, které bylo napsáno na dveřích krví Sharon Tate jejími vrahy. Nine Inch Nails hojně vystupovali několik dalších let, vystoupili na Woodstocku 94' i přes to, že nechtěli vystupovat na velkých prostorech. V této době se na hudbě Nine Inch Nails odrážela Reznorova závislost na drogách (a především alkoholu) a jeho studijní perfekcionismus.
Roku 1999 vydal double album The Fragile. I přes úspěšnost alba, Reznorovo studium ztratilo peníze a následující tour musel zaplatit ze svých peněz. Po šesti letech následovalo album With Teeth. V mezidobí se Reznor vyléčil ze své závislosti. Poté následovalo Year Zero, které kritizovalo americkou vládu. Po Year Zero přišly dvě alba Ghost I-IV a The Slip, které byly obě zdarma ke stažení. 2009 následovalo Wave Goodbay Tour, které mělo být poslední, ale roku 2013 vyšlo Hesitation Marks a později začalo Tension 2013 tour.

### Spolupráce s ostatními umělci
Jedna z prvních spoluprací Reznora bylo s Ministry, vedlejší projekt s názvem 1000 Homo DJs. Reznor coveroval píseň Black Sabbath Supernaut, ale jeho hlas byl zkreslen.
1991 Reznor zpíval ve skupině Pigface píseň Suck na jejich první album Gub. Postaral se o produkování alb Marilyna Mansona: Portrait of an American Family, Smells Like ChildrenAantichrist Superstar. Reznor a Manson se mnohokrát pohádali a Manson později řekl: „Musel jsem si vybrat jestli budu jeho přítel nebo se na něho vykašlat a pokračovat v úspěchu. Nedokáže přijmout, že jsem více úspěšný.“
Reznor produkoval soundtracky pro film Olivera Stone, Takoví normální zabijáci a film Davida Lynche Lost Highway. V roce 2006 odehrál svůj první „sólo“ koncert na Bridge School Benefit show. Reznor též pracoval s Queens of the Stone Age. Nahrál píseň Mantra s Dave Grohlem a Joshem Hommem pro soundtrack k filmu Sound City.

### Skupina „How to Destroy Angels“
V dubnu 2010 Reznor oznámil, že bude hrát v nové skupině se svou manželkou Mariqueen Maandig a s Atticus Rossem nazvanou How to Destroy Angels. Skupina vydala EP 1. června 2010 a nahrála píseň pro Muži, kteří nenávidí ženy s názvem Is Your Love Strong Enough?. An Omen EP bylo vydáno v listopadu 2012 a obsahovalo písně, které se později objevili na prvním albu skupiny - Welcome Oblivion.

#### Videohry
Reznor složil originální soundtrack pro hru Quake od id Software. Též pomáhal nahrát zvukové efekty a ambient audio. Logo NIN se objevuje na bednách s municí. Reznorova spolupráce začala tím, že je fanouškem Dooma a znovu se s nimi chtěl spojil při nahrávání hudby pro Doom 3. Ale kvůli nedostatku času a peněz se nemohl zúčastnit.

V době Year Zero vydaly stejnojmennou hru z alternativní reality a v červenci 2012 složil theme hudbu pro Call of Duty: Black Ops II.

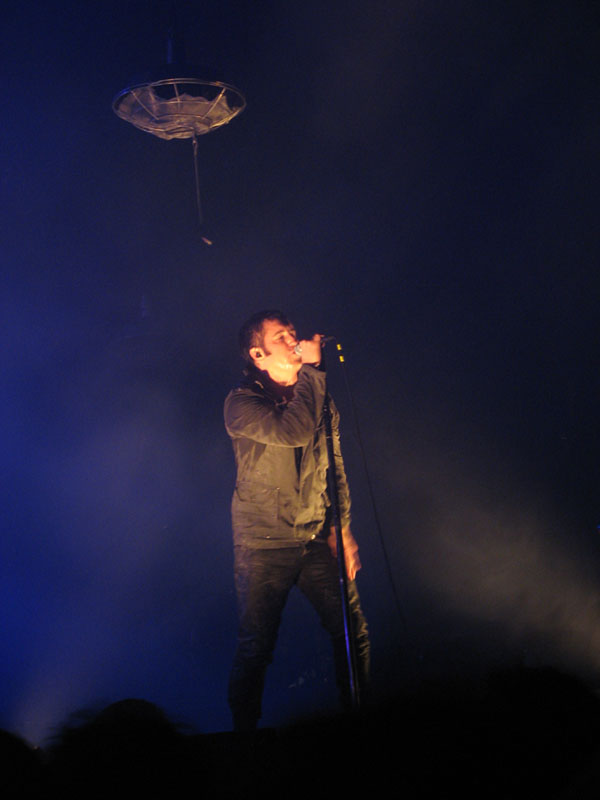
Trent Reznor na koncertu v Mnichově v březnu 2007